# Notorhyncus primigenius
Espèce
Le Notorhyncus primigenius est une espèce éteinte  de requins de la famille des Hexanchidae. L'espèce actuelle correspondante ou affine est le Notorynchus cepedianus). 
On le trouve aussi désigné comme Hexanchus (Raffinesque, 1810), Notidanus (Cuvier, 1817).

## Description
Il s'agit d'une espèce présente du Bartonien (Eocène moyen) au Miocène. Ces restes fossilisés sont présents dans les faluns de Bretagne. Les dents sont de formes très variables.
Le Notorynchus primigenius se distinguerait du Notorynchus cepedianus moderne en ayant plus de cuspides dressées. Cependant, les variations de la forme de la dent moderne (et les fossiles associés) en font une distinction un peu douteuse. Ainsi, on pense que l'espèce fossile est la même que l'espèce moderne. 
Une source potentielle de confusion se trouve dans le fait que la désignation des espèces fossiles précède les espèces modernes. Les dents postérieures sont minuscules, irrégulières et trapues et seraient à peine reconnaissables comme une dent. En plus d'être plus petites, ces dents diffèrent de Hexanchus en ce qu'elles ont moins de cuspides sur les dents inférieures (7 vs 8-12+) et des plus grandes dentelures plus recourbées sur le côté antérieur de la dent qui ne s'étendent pas aussi loin le long du front de la racine.

## Sources
- Louis Agassiz. 1843. Recherches Sur Les Poissons Fossiles. Tome III (livr. 15-16). Imprimérie de Petitpierre, Neuchatel 157-390
- Fossiles, revue, n°30, 2017. Les fossiles oligocènes-miocènes des environs de Rennes.